# Аміров Руслан Алієвич
Русла́н Алі́євич Амі́ров (нар. 31 березня 1992, Сосниця, Чернігівська область, Україна — пом. 23 квітня 2017, Авдіївка, Донецька область, Україна) — солдат Збройних сил України, учасник російсько-української війни.

## Біографія
Народився 1992 року в смт Сосниця на Чернігівщині. 2007 року закінчив 9 класів Сосницької гімназії ім. О. Довженка. Продовжив навчання у Сосницькому професійному аграрному ліцеї, який закінчив у 2010 році за фахом електромонтера з ремонту та обслуговування електроустаткування.
У 2010–2011 роках проходив строкову військову службу в 300-му навчальному танковому полку (в/ч А1414) 169-го навчального центру «Десна», на посаді механіка-водія танка Т-55.
Під час російської збройної агресії проти України 26 травня 2015 року Сосницьким РВК призваний на військову службу за контрактом.
Солдат, кулеметник 2-ї механізованої роти 1-го механізованого батальйону 72-ї окремої механізованої бригади, в/ч А2167, м. Біла Церква.
23 квітня 2017 року загинув від кулі снайпера під час бойового зіткнення на передовій позиції у промисловій зоні м. Авдіївка.
Похований 25 квітня на Центральному кладовищі смт Сосниця.
Залишилася мати Оксана Михайлівна Амірова. Руслан був єдиним сином.

## Нагороди та вшанування
Указом Президента України від 2 вересня 2017 року № 259/2017, «за особисту мужність і самовіддані дії, виявлені у захисті державного суверенітету та територіальної цілісності України, зразкове виконання військового обов'язку», нагороджений орденом «За мужність» III ступеня (посмертно).
13 жовтня 2017 року в смт Сосниця урочисто відкрили й освятили меморіальний комплекс, присвячений загиблим воїнам АТО та Героям Небесної сотні.
23 квітня 2018 року на фасаді Сосницької гімназії ім. О. Довженка відкрито меморіальну дошку полеглому на війні випускнику Руслану Амірову.